# Koreai idő (1434–1908)

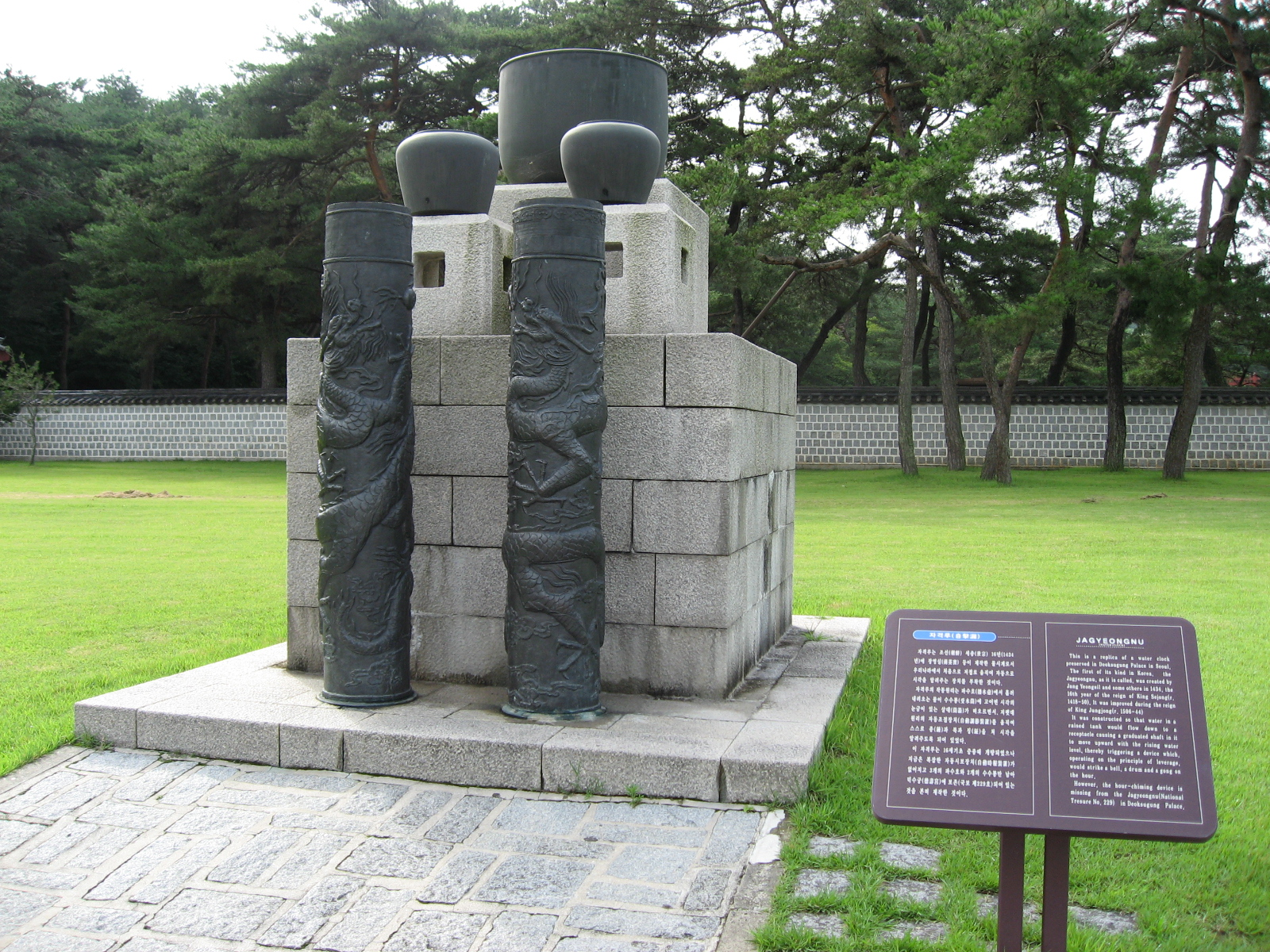
A vízóra rekonstrukciója

A koreai idő egy történelmi időzóna, amely több mint 473 éven át, 1434. augusztus 5. és 1908. március 31. között volt érvényben Csoszon (Joseon)ban, majd jogutódjában, a Koreai Császárságban, és 8 óra 28 perccel haladt (UTC+08:28) az 1884-ben bevezetett greenwichi középidő előtt.
1434-ben Szedzsong (Sejong) király kérésére Csang Jongsil (Jang Yeong-sil), a korszak egyik legnagyobb feltalálója elkészítette az ország hivatalos óráit, egy vízórát, amelyet Csagjongnu (Jagyeongnu) (자격루; „önműködő vízóra”) névre kereszteltek, és egy napórát, amely az Angbuilgu (앙부일구; „üst formájú napóra, amely az ég felé néz”) nevet kapta. A napóra nappal, a vízóra éjjel mérte az ország idejét. Csang (Jang) egyik találmánya sem maradt fenn, de a leírásaikból sikeresen tudták őket rekonstruálni.
Az órák 1434. augusztus 5-én (holdnaptár szerint 7. hónap 1. napján) álltak üzembe, és ekkor határozták meg a 8 óra 28 perces koreai időt.
1908. április 1-jén a Koreai Császárság két perccel előrébb állította az órákat, és átállt arra az időzónára, amelyet 2015 és 2018 között Észak-Korea is használt, és phenjani időzóna néven is ismerünk (UTC+08:30). A történelmi Korea ezt az időzónát egészen 1911. december 31-ig használta, amikor a japán megszállók az egyszerűség kedvéért a tokiói időhöz igazították.